# Мокроусов Микола Тихонович
Мокроусов Микола Тихонович — радянський український організатор кіновиробництва.

## Біографічні відомості
Народ. 19 грудня 1911 р. Закінчив Всесоюзний державний інститут кінематографії (1939). 
Працював асистентом оператора, 2-м режисером, начальником цеху, начальником виробництва, заступником директора по виробництву і директором картини Київської кіностудії ім. О. П. Довженка.
Був членом Спілки кінематографістів України. Нагороджений медалями.
Помер 23 квітня 1992 р. в Києві. 
Син: Мокроусов Євген Миколайович (нар. 1935) — режисер студії «Київнаукфільм» (з 1965 р.).

## Фільмографія
- «Вітер зі сходу» (1940, асистент оператора)
- «Блакитні дороги» (1947, асистент оператора)
- «Королева бензоколонки» (1962, 2-й режисер і директор картини)
- «До світла!» (1966)
- «Зірка балету» (1965, асистент режисера)
- «На Київському напрямку» (1968, директор картини)
- «Іду до тебе...» (1971, директор картини)
- «Як гартувалась сталь» (1973—1975, т/с, директор картини)
- «Овід» (1980, 2-й режисер)
- «Паризька драма» (1983, 2-й режисер у співавт.) та ін.